# Генуя (фильм)
«Ге́нуя» (англ. Genova) — английская драма. Режиссёр фильма получил премию «Серебряная раковина лучшему режиссёру» на МКФ в Сан-Себастьяне.
Слоган фильма: «Они приехали сюда, чтобы начать жизнь сначала».

## Сюжет
Картина рассказывает о судьбе семьи — отца и двух дочерей, которые переехали в Геную, чтобы начать новую жизнь после трагедии — автомобильной аварии, в которой погибла мать Марии (11 лет) и Келли (16 лет). В Генуе младшая из дочерей постоянно ощущает присутствие духа матери, а старшая впутывается в сомнительную сексуальную историю и конфликтует с отцом.

## В ролях
- Колин Фёрт — Джоэ
- Кэтрин Кинер — Барбара
- Уилла Холланд — Келли
- Хоуп Дэвис — Марианна